# Szabályozó hatóság
A nemzeti szabályozó hatóság (angolul: National Regulatory Authority, röviden: NRA), vagy önálló szabályozó szerv egy hatalmi ágaktól független, közhatalmi hatáskörökkel rendelkező államigazgatási szerv, jellemzően ügynökség, hivatal vagy hatóság. A fogalom az angolszász jogrendszerből ered és tárgya országonként változatos szervezeti keretekben és jogállással működik.
Szabályozó hatóságokat olyan ágazatokban állítanak fel, ahol a szabványosság, illetve a biztonság alapkövetelmény, továbbá ahol gyenge a gazdasági verseny és a fogyasztókat fokozottan védeni szükséges esetleges piaci erőfölénnyel való visszaélés ellen. Ilyenek például Európában a piacfelügyeleti, vagy az energetikát felügyelő hatóságok, de a telekommunikációs szektor, illetve a gyógyszer engedélyezés és felügyelet is hasonló kontroll alatt ál sok országban.

## Jogi háttér
A szabályozó hatóságok tipikusan a végrehajtó hatalmi ághoz tartoznak, de létrejöttüket és működésüket törvény szabályozza (törvényhozó hatalom) és a bíróságok (bírói hatalom) felügyelete alatt állnak. Tevékenységük vonatkozásában bírósági felülvizsgálat lehetősége biztosított.
Közigazgatási joggal, - törvényadta szűk kereteken belül - jogalkotással, ágazati szabályozással, engedélyezéssel és felügyelettel foglalkoznak. A felügyeleti tevékenységnek általában része az időszakos vagy célirányos hatósági vizsgálati eljárás, melynek egyik eleme a helyszíni szemle. Ha egy szervezet, vagy cég meg akarja kezdeni a tevékenységét egy iparágban, akkor általában működési engedélyért kell folyamodnia az adott szektort felügyelő hatósághoz. A hatóság kérelemre meghozott döntésében átlátható és megkülönböztetésmentes feltételekhez köti az engedély megadását.

## Tevékenység
Elnevezésével ellentétben a szabályozó hatóság sajátos tevékenységeinek nem a jogalkotási hatáskör a legfőbb, általános jellemzője, hanem:
- a piacszabályozás,
- a piacfelügyelet,
- a jogvitarendezés,
- a piacvédelem,
- a piaci verseny közérdekű „működtetése”, fenntartása, hatékony fejlődésének biztosítása,
- a sajátos fogyasztói jog- és érdekvédelem,
- a tudományos, statisztikai, stratégiai, döntéselőkészítési alapú piacelemzés,
- a szolgáltatási versenyben fennálló közérdek, illetve közszolgáltatási tartalom sajátos garantálása,
- a piaci szereplőkkel való hatékony együttműködés kialakítása,
- a jogszabályelőkészítés,
- a nemzetközi együttműködés, koordináció előkészítése vagy – meghatározott körben – ellátása,
- a nem hatósági típusú, piaci elemző-értékelő funkciók, szolgáltatási tevékenységek.[1]

A klasszikus szabályozó hatósági tevékenység körébe tartozik az adott szektorba tartozó közszolgáltatási tevékenységgel kapcsolatos tarifák, illetve számítási módszerek meghatározása (árszabályozás) is.

## Fordítás
- Ez a szócikk részben vagy egészben  a   Regulatory agency című angol Wikipédia-szócikk fordításán alapul.  Az eredeti cikk szerkesztőit annak laptörténete sorolja fel. Ez a jelzés csupán a megfogalmazás eredetét és a szerzői jogokat jelzi, nem szolgál a cikkben szereplő információk forrásmegjelöléseként.